# André de Montbard

Großmeisterwappen Andrés de Montbard

André de Montbard oder Andreas von Montbard (* um 1103; † 17. Januar 1156 in Jerusalem) war der fünfte Großmeister des Templerordens und auch einer der neun Gründer des Ordens.
Er war ein Onkel des Heiligen Bernhard von Clairvaux. Die Familie von Montbard gehörte zum Hochadel von Burgund. Die Ehefrau von Hugo von Payens, dem ersten Großmeister des Templerordens, stammte ebenfalls aus der Familie von Montbard.
Andreas gilt als einer der neun Ritter, die zwischen 1118 und 1120 den Templerorden gründeten. Beim Konzil von Troyes 1129, auf dem sich der Templerorden formell eine Ordensregel gab, war er als Vertreter des Ordens neben Hugo von Payens anwesend. Im Heiligen Land stieg er 1148 in den Rang des Seneschall, des Stellvertreters des Großmeisters und zweithöchsten Würdenträgers des Ordens, auf.
Nach dem Rücktritt des Großmeisters Everard des Barres 1151/52 war Andreas als dessen Nachfolger im Gespräch, das Generalkapitel des Ordens wählte statt seiner aber Bernard de Tromelai. Der Orden positionierte sich damit im aufziehenden Konflikt zwischen dem König Balduin III. von Jerusalem und dessen die Regentschaft beanspruchender Mutter Melisende zugunsten des Königs, zumal Andreas als Freund und Parteigänger Melisendes bekannt war. Er gilt auch als Empfänger eines der letzten Briefe von Bernhard von Clairvaux (geschrieben vor dem 20. August 1153).
Bernard de Tromelai starb beim Sturmangriff auf die Festung Askalon, die schließlich am 22. August 1153 erobert wurde. Anschließend wählten die Tempelritter Andreas von Montbard zum neuen Großmeister, der Konflikt zwischen Balduin III. und Melisende war inzwischen beigelegt.
Er bekleidete das Amt bis zu seinem Tod am 17. Januar 1156 in Jerusalem.